# Paipai
El paipai (també: akwa'ala o jaspuy pai, AFI /xaspuj pai/) és una llengua pertanyent a la família lingüística yuma-cochimí, que ha estat inclosa en la controvertida macrofamília hoka. És parlat pels paipais que habiten en el municipi d'Ensenada, en el centre-sud de l'estat mexicà de Baixa Califòrnia.
L'idioma paipai ha estat documentat per Judith Joël i Mauricio J. Mixco, que han publicat diversos textos sobre la seva sintaxi, gramàtica i morfologia.

## Classificació
Com a part de la família yuma, el paipai forma part del subgrup anomenat mico, que inclou l'alt yuma (els dialectes més coneguts del qual són els parlats pels yavapai, hualapai i havasupai, a l'occident d'Arizona). La relació entre el paipai i les llengües alt-yuma és molt propera. Exemple de l'anterior és que el paipai és mútuament intel·ligible amb el yavapai, raó per la qual alguns autors han proposat que ambdues llengües són en realitat dialectes d'un mateix idioma. En contrast, alguns escriptors opinen tot el contrari, i sostenen que es tracta de llengües separades.

## Història
La controvertida tècnica de la glotocronologia suggereix que el grup pai de les llengües yuma-cochimí es va poder haver separat d'altres branques del grup yuma (riueny i del delta) fa uns 1 mil -- 1 mil 700 anys abans. També segons dades glotocronològics, s'ha plantejat que el paipai es va separar de l'alt yuma fa menys de mil anys.